# Denis Godefroy (storico)
Denis Godefroy (Parigi, 1615 – Lilla, 1681) è stato uno storico francese.
Successe al padre, Théodore Godefroy, come storiografo generale di Francia. Si occupò soprattutto della guerra dei cento anni e di Giovanna d'Arco, ma si interessò anche alla storiografia vaticana.
Per i suoi meriti fu nominato consigliere di Luigi XIV di Francia.
Colbert gli confidò la cura  e lo studio di quanto relativo all'Olanda, ossia dei documenti conservati negli archivi di Lilla, città nella quale si trasferì e visse buona parte della sua vita. Divenne depositario della Chambre des comptes di Lilla. l'organo giurisdizionale sovrano negli affari delle finanze, per patente reale datata del  2 dicembre 1668. 
In seguito, il 11 dicembre sempre del 1668, fu nominato guardiano degli archivi della stessa Chambre des compte; una posizione che gli permise di gestire e mantenere uno degli archivi diplomatici più importanti d'Europa, un'eredità che si protrae tutt'oggi. 